# Stenoxenus limpidus
Stenoxenus limpidus är en tvåvingeart som beskrevs av Wirth och Ratanaworabhan 1972. Stenoxenus limpidus ingår i släktet Stenoxenus och familjen svidknott.
Artens utbredningsområde är Costa Rica. Inga underarter finns listade i Catalogue of Life.